# Hypothyris thea
Pour les articles homonymes, voir Hypothyris et Thea.
Espèce
Hypothyris thea est une espèce de papillons, de la famille des Nymphalidés (sous-famille des Danaïnés).

## Dénomination
Hypothyris thea a été décrit par William Chapman Hewitson en 1852 sous le nom initial d' Ithonia thea.

### Sous-espèces
- Hypothyris thea thea; présent au Brésil
- Hypothyris thea mayi d'Almeida, 1945; présent au Brésil
- Hypothyris thea theatina (Haensch, 1909)
- Hypothyris thea ssp; présent au Pérou
- Hypothyris thea ssp; présent au Pérou
- Hypothyris thea ssp; présent en Bolivie[1].

## Description
Hypothyris thea est un papillon à corps fin, aux ailes ailes à apex arrondi et aux ailes antérieures à bord interne concave. Les ailes antérieures sont orange de la base à une ligne allant du milieu de bord costal à l'angle externe, le reste de l'aile est marron avec une ligne submarginale de petits points crème et une plage crème.  Les ailes postérieures sont orange  marquées d'une ligne marron et bordées de marron avec une ligne submarginale de points blancs au bord externe dans cette bordure marron

## Écologie et distribution
Hypothyris thea est présent au Brésil, au Pérou et en Bolivie.

### Protection
Pas de statut de protection particulier.